# Vincenzo Proietti Farinelli
Vincenzo Proietti Farinelli (San Polo dei Cavalieri, 24 dicembre 1945) è un dirigente sportivo, allenatore di calcio ed ex calciatore italiano.

## Carriera

### Giocatore
Cresciuto nelle giovanili prima della Roma e poi della Lazio, con una parentesi nell'Arcadia, Proietti Farinelli fa il suo esordio in Serie A all'età di 19 anni, il 6 giugno 1965 nel match Messina-Lazio. Nell'anno successivo colleziona altre 2 presenze (contro Spal e Brescia) sempre sotto la guida del tecnico laziale Umberto Mannocci, poi si trasferisce in prestito alla Massese, in Serie C, tra le cui file militava quello che diventerà uno dei simboli storici del club romano: Giorgio Chinaglia.

Proietti Farinelli (accosciato, ultimo a destra) nel Legnano del 1968-1969

Successivamente a questa positiva esperienza, Proietti Farinelli, dopo un breve e non proficuo ritorno alla Lazio, nel frattempo retrocessa in Serie B, vince comunque da protagonista il Campionato De Martino con i biancocelesti di Alberto Delfrati. Proseguirà la sua lunga carriera militando in squadre come il Legnano, l'Alessandria, il Cynthia, la VJS Velletri ed il Banco Di Roma, all'epoca in Serie C2, dove finisce la sua carriera di giocatore nel 1979, con oltre 200 partite in Serie C, all'età di 34 anni.

### Allenatore
Nel 1979 inizia la carriera di allenatore proprio dove ha terminato quella di calciatore, ossia nel Banco di Roma, dove ricopre il ruolo di vice dell'ex "bandiera" romanista Giacomo Losi. L'anno successivo consegue il patentino di allenatore di seconda categoria a Coverciano, e diviene allenatore della prima squadra del Banco di Roma, dopo che aveva guidato la formazione Berretti della stessa; terminata l'avventura nella Capitale, si siede sulla panchina di altre squadre come Cynthia, Sanvitese e VJS Velletri, ed è proprio nella formazione veliterna che termina il suo percorso da allenatore.

### Dirigente sportivo
Ha ricoperto la carica di direttore sportivo in alcune società laziali, come il Fondi e l'Albano. Dal 1990 al 1992 ricopre il ruolo di osservatore per la Sampdoria. 
Il salto professionale lo compie nel 1993, quando è chiamato dalla società che lo ha lanciato nel mondo del calcio: la Lazio. Voluto dall'allora direttore sportivo Governato e dall'allenatore Zoff, per undici anni ha fatto parte dello staff tecnico biancoceleste nel ruolo di osservatore in Europa con gli allora allenatori Zeman, Eriksson e lo stesso Dino Zoff; sarà proprio Proietti Farinelli a scoprire per il club romano giocatori del calibro di Dejan Stanković.
Attualmente ricopre il ruolo di consulente tecnico dell'ASD Ad Maiora.

## Statistiche

### Presenze e reti nei club
| Stagione             | Squadra              | Campionato           | Campionato | Campionato |
| Stagione             | Squadra              | Comp                 | Pres       | Reti       |
| -------------------- | -------------------- | -------------------- | ---------- | ---------- |
| 1964-1965            | Lazio                | A                    | 1          | 0          |
| 1965-1966            | Lazio                | A                    | 2          | 0          |
| 1966-1967            | Massese              | C                    | 27         | 5          |
| 1967-1968            | Lazio                | B                    | 0          | 0          |
| Totale Lazio         | Totale Lazio         | Totale Lazio         | 3          | 0          |
| 1968-1969            | Legnano              | C                    | 35         | 7          |
| 1969-1970            | Legnano              | C                    | 32         | 7          |
| 1970-1971            | Alessandria          | C                    | 23         | 5          |
| 1971-1972            | Alessandria          | C                    | 25         | 5          |
| Totale Alessandria   | Totale Alessandria   | Totale Alessandria   | 48         | 10         |
| 1972-1973            | Legnano              | C                    | 34         | 7          |
| Totale Legnano       | Totale Legnano       | Totale Legnano       | 101        | 21         |
| 1973-1974            | VJS Velletri         | D                    | 30         | 2          |
| 1974-1975            | Cynthia              | C                    | 35         | 2          |
| 1975-1976            | Banco di Roma        | D                    | 28         | 4          |
| 1976-1977            | Banco di Roma        | D                    | 30         | 4          |
| 1977-1978            | Banco di Roma        | D                    | 25         | 2          |
| 1978-1979            | Banco di Roma        | C2                   | 28         | 2          |
| Totale Banco di Roma | Totale Banco di Roma | Totale Banco di Roma | 111        | 12         |
| Totale carriera      | Totale carriera      | Totale carriera      | 355        | 50         |

## Palmarès

### Giocatore

#### Competizioni nazionali
- Coppa Italia Dilettanti: 1

Banco di Roma: 1974-1975

#### Altre competizioni
- Campionato De Martino: 1

Lazio: 1967-1968